# Placida von Eichendorff

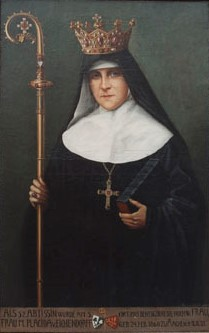
Äbtissin Placida von Eichendorff

Placida von Eichendorff OSB; Geburtsname: Hedwig Clara Maria Franziska Freiin von Eichendorff (* 24. Februar 1860 in Aachen; † 7. August 1921 auf Frauenwörth) war eine deutsche Benediktinerin. Von 1913 bis 1921 war sie die 51. Äbtissin des Klosters Frauenchiemsee, das auch als Frauenwörth bezeichnet wird.

## Leben
Hedwig Clara Maria Franziska Freiin von Eichendorff war eine Enkelin des Dichterjuristen Joseph von Eichendorff und zweites Kind seines ältesten Sohnes Hermann verheiratet mit Klara Henriette Bernhardine Simonis (1826–1908). Am 10. August 1892 trat sie mit 32 Jahren als Chorpostulantin in das Kloster Frauenchiemsee ein und nahm als Novizin den Ordensnamen „Placida“ an. Das Ordensgelübde auf Lebenszeit legte sie am 28. August 1894 ab. 1902 wurde sie Magistra novitiorum. Als ihre Vorgängerin Cäcilia Trischberger verstarb, wurde sie im August 1913 zur Äbtissin des Klosters Frauenchiemsee gewählt. Sie legte Wert auf den Ausbau der Liturgie und führte das Konventamt ein. Die geplanten baulichen Veränderungen verhinderten ihre kurze Amtszeit und der Ausbruch des Ersten Weltkriegs. Mutter Placida hat die Vorarbeiten zu einem Seligsprechungsprozess für die Klostergründerin Irmengard von Chiemsee aufgenommen. Sie starb am 7. August 1921 im Alter von 61 Jahren. Die Bestattung fand am 10. August 1921 auf dem Inselfriedhof der Fraueninsel statt.